# Ferrari 637
Ferrari 637 – samochód IndyCar, zaprojektowany przez Gustava Brunnera. Mimo testów nigdy nie wziął udziału w wyścigu.

## Tło
Na początku lat 80. Enzo Ferrari nie był usatysfakcjonowany startami Ferrari w Formule 1 – jego zespół nie odnosił wystarczających sukcesów, ponadto problemem dla Ferrari były także zmiany zaproponowane przez FIA – zakaz używania silników V12, które chciało zastosować Ferrari, oraz zabronienie stosowania określonych systemów elektronicznych, w obszarze których włoski zespół poczynił znaczne wydatki. Z drugiej strony sprzedaż samochodów Ferrari w Stanach Zjednoczonych stała się bardzo ważnym czynnikiem dla firmy. Ferrari miało jednak ograniczoną możliwość działalności w Stanach Zjednoczonych na polu sportów motorowych ze względu na fakt, iż w jednym sezonie w tym kraju odbywało się zaledwie kilka Grand Prix Formuły 1. Sukces samochodów Ferrari w Stanach Zjednoczonych w dużej mierze stał się udziałem seriali Magnum i Policjanci z Miami. Ponadto marzeniem Enzo Ferrariego, rozważającego w tym czasie wycofanie się z Formuły 1, było zwycięstwo jego marki w wyścigu Indianapolis 500. W tym czasie nasiliły się ponadto spekulacje, jakoby udział w tym wyścigu rozważali Porsche, Lotus, Alfa Romeo i Honda.
W lipcu 1985 roku dyrektor sportowy Ferrari Marco Piccinini udał się na wyścig IndyCar i podjął rozmowy z ciałem organizacyjnym. Pracujący w firmie Goodyear Leo Mehl jako mocnego partnera doradził mu należący do Jima Truemana zespół Truesports, także po raz pierwszy skontaktował Truemana i Piccininiego. Miesiąc później Piero Ferrari odwiedził Truesports, w tym Truemana, Steve’a Horne’a i Bobby’ego Rahala. Ferrari zaprosił ich na dalsze rozmowy i prezentację samochodu do Maranello. W tym czasie w Truesports inżynierem był Adrian Newey. Trueman próbował nakłonić go do zaprojektowania samochodu Ferrari IndyCar, ale Newey odmówił, jako że na rok 1986 March zapewnił mu pracę w zespole Kraco. Z tego względu Ferrari musiało poszukać innej alternatywy. Projektantem został Gustav Brunner, który nigdy wcześniej nie projektował samochodów IndyCar, a jego kontakt z tą serią ograniczał się do obserwowania kilku wyścigów i testów tej serii pod koniec sezonu 1985. W 1986 roku obserwował wyścig Indianapolis 500 wraz z prezydentem Ferrari Vittorio Ghidellą.
Latem 1986 roku w mediach pojawiły się pierwsze informacje, jakoby Ferrari rozważało starty w IndyCar, jakkolwiek Piccinici spytany o te plany odpowiedział, że ewentualna decyzja leży w gestii dyrektorów Ferrari, a marka zamierza zawsze ścigać się w Formule 1. Ponadto Enzo Ferrari wydał oświadczenie prasowe, w którym przyznał wprawdzie, że wiadomości rozważające możliwość wycofania się z Formuły 1 miały uzasadnienie, a Ferrari przez pewien czas rozważało uczestnictwo w Indianapolis 500 i IndyCar. Oświadczenie stanowiło także, że program IndyCar będzie zrealizowany, jeśli Ferrari nie podpisze nowego porozumienia Concorde.
Podczas Grand Prix Wielkiej Brytanii Piero Ferrari powiedział, że jeśli Ferrari będzie uczestniczyć w Formule 1, nie weźmie prawdopodobnie udziału w żadnej innej serii, ale rozważa uczestnictwo w IndyCar, aby pokazać, że marka nie będzie zawsze niezbędna w Formule 1.

## Silnik i nadwozie
W wywiadzie podczas Grand Prix Wielkiej Brytanii 1986 Piero Ferrari przyznał, że jeśli Ferrari wystartuje w Indianapolis 500, zbuduje własny samochód, a jako silnik na początku posłuży jednostka używana przez Lancię. Następnie zaś Ferrari zbuduje nowy silnik z wyłącznym przeznaczeniem do wyścigów IndyCar.
Mówiąc o silniku używanym przez Lancię Ferrari miał na myśli doładowany dwiema turbosprężarkami silnik V8 o oznaczeniu 268 (również 282C), stosowany w Lancii LC2 w Grupie C. Dysponując pojemnością 2594 cm³ silnik ten prawie spełniał wymogi serii IndyCar. Chociaż opisywany jako całkowicie nowy, był oparty na trzylitrowym seryjnym silniku V8 używanym w mniejszych samochodach Ferrari i dostosowany do przepisów Grupy C, co oznaczało między innymi zużycie paliwa na poziomie 55 litrów na sto kilometrów. Jednakże w czasie, w którym zaczęto budować silnik Ferrari IndyCar, Lancia wycofała się z wyścigów wytrzymałościowych z powodu słabych wyników.
Układy: wlotowy i wydechowy różniły się od trendów w wyścigach IndyCar. Cechą charakterystyczną silnika 034 był układ wydechowy w silniku widlastym (rozwiązanie stosowane już w pochodnych Forda Fairlane’a turbosprężarkach Ford/Foyt w latach 1968–1978), kolektory dolotowe umieszczone na zewnątrz silnika w sekcjach bocznych oraz silny strumień powietrza dmuchanego do cylindrów, rozwiązanie stosowane w silnikach Ferrari w Formule 1 w latach 1980–1984. Turbosprężarka przyjęła zwyczajne jak na samochody IndyCar położenie – za silnikiem, nad rozpórką i skrzynią biegów.
Główne różnice między silnikiem 268/282C z Lancii LC2 a silnikiem 034 z Ferrari 637 przedstawia poniższa tabela.
|                                     | Ferrari 268                             | Ferrari 034                           |
| ----------------------------------- | --------------------------------------- | ------------------------------------- |
| Rok budowy                          | 1983                                    | 1986                                  |
| Średnica cylindra × skok tłoka (mm) | 80 × 64,5                               | 86 × 57                               |
| Pojemność skokowa (cm³)             | 2593,7                                  | 2648,8                                |
| Stopień sprężania                   | 7,0                                     | 11,5                                  |
| Paliwo                              | benzyna                                 | metanol                               |
| Moc maksymalna                      | 620 KM przy 8200 rpm                    | 690 KM przy 12000 rpm                 |
| Turbosprężarka                      | dwie turbosprężarki KKK z intercoolerem | jedna turbosprężarka bez intercoolera |

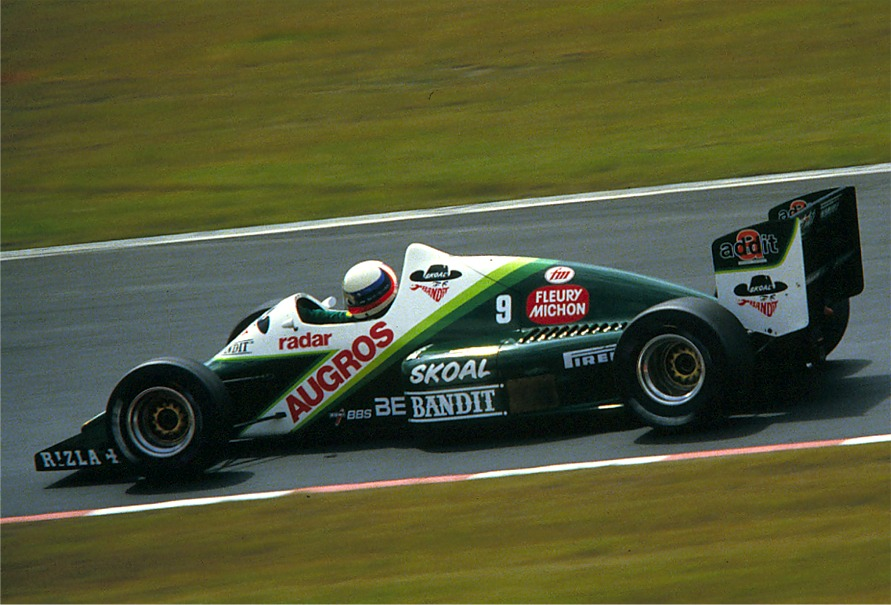
RAM 03

Przód samochodu był podobny do RAM 03, samochodu Formuły 1 zaprojektowanego przez Brunnera. W wywiadzie udzielonym „Motorsport Aktuell” Brunner przyznał, że przy projekcie nosa zarówno RAM 03, jak i Ferrari 637, inspirował się Williamsem FW09, w którym to modelu, zdaniem Brunnera, kształt nosa umożliwiał lepszy przepływ powietrza przez boki samochodu. Cechą charakterystyczną był także brak typowej szybki z pleksiglasu, którą w celu lepszego przepływu powietrza zastąpiono wzniesieniem tuż przed kokpitem. Górna część nadwozia została wykonana z aluminium i doczepiona do dolnej części z kompozytów węgla.

## Rozwój
Trueman i Rahal pod koniec 1985 roku odwiedzili fabrykę Ferrari, a Rahal pokonał Marchem 85C 40 okrążeń toru Fiorano, podobny test przeprowadził także Michele Alboreto. Po pierwszym teście zamówione zostały specjalne opony, lepiej pasujące do toru Fiorano. March był testowany później zimą; ten test zaowocowal stworzeniem nowego silnika o oznaczeniu 034. Gustav Brunner zaprojektował także nadwozie modelu 637; naszkicowanie zarysów samochodu zajęło mu zaledwie kilka dni. Następnie Ferrari zaczęło realizować projekt w ścisłej tajemnicy: liderami projektu byli Harvey Postlethwaithe i Antonio Bellentani, pomagali im Colombini i Gualmini, a za silnik i skrzynię biegów był odpowiedzialny Marchetti.
Mimo nawiązania współpracy z Ferrari, na rok 1986 Truesports zamówiło nowe Marche 86C, co doprowadziło do spekulacji, jakoby Ferrari wystawiło samochód w finałowych wyścigach sezonu 1986 albo w pełnym sezonie 1987. Śmierć Jima Truemana, jedenaście dni po wyścigu Indianapolis 500 1986, pogłębiła wątpliwości odnośnie do zaangażowania Ferrari.
Latem 1986 roku model 637 był gotowy do testów. 20 lipca sekretarz Ferrari Franco Gozzi pozował do zdjęć z samochodem, po czym Ferrari wykonało kilka „tajnych” zdjęć, które wyciekły do prasy. W ten sposób włoska firma zasygnalizowała, że samochód Ferrari IndyCar nie był tylko plotką.
Podjęte zostały rozmowy na temat wystawienia samochodu przez zespół wspierany przez Ferrari, którego kierowcami mieliby być Andrea de Cesaris i Bobby Rahal, który odrzucił propozycję rywalizacji w Formule 1 dla zespołu Haas Lola. Wśród potencjalnych sponsorów wymieniano takie firmy, jak Marlboro, Goodyear, IVI i FIAT. W pierwszych testach, na torach Fiorano i Nardo, udział miał wziąć Michele Alboreto.
Samochód został ukończony latem 1986 roku, a Alboreto testował go kilkakrotnie na torze Fiorano.

## Rezygnacja
Podczas konferencji prasowej 24 września 1986 roku Ferrari ogłosiło zatrudnienie Gerharda Bergera w roli kierowcy wyścigowego na sezon 1987, a także Johna Barnarda na stanowisku dyrektora technicznego, które miał objąć 1 listopada. Ferrari stwierdziło także, że prace nad samochodem IndyCar są w zaawansowanej fazie, zaprezentowało także publicznie – po raz pierwszy – silnik modelu 637. Mimo to w połowie listopada włoski konstruktor zaprezentował zespół Formuły 1, potwierdzając dalsze zaangażowanie w tę serię wyścigową. Wówczas to Barnard oświadczył, że jego celem jest zaprojektowanie zupełnie nowego samochodu na sezon 1988 Formuły 1, a projekt IndyCar zostaje zawieszony do momentu, gdy Ferrari wróci na szczyt Formuły 1. Barnard był niechętny zaangażowaniu Ferrari w IndyCar, chcąc skoncentrować się całkowicie na Formule 1.
W tym okresie Steve Horne z Truesports ponownie odwiedził Ferrari w celu obejrzenia samochodu i silnika (na hamowni). Wówczas też Horne dowiedział się, że Ferrari w pierwszej kolejności skoncentruje się na Formule 1 mimo faktu, że kierowca Truesports, Bobby Rahal, był mistrzem IndyCar i zwycięzcą Indianapolis 500. Horne stwierdził później, że model 637 miał doskonałe wyniki w tunelu aerodynamicznym i był bardzo innowacyjny.
W 1986 roku FIA zdecydowała się na zmianę przepisów promujących jednostki turbodoładowane, zakazując ich stosowania od roku 1989. Mimo to ciało regulujące przepisy Formuły 1 zamierzało ograniczyć maksymalną liczbę cylindrów do ośmiu, co spowodowało niezadowolenie Enzo Ferrariego, preferującego silniki dwunastocylindrowe. Istnieje anegdota, że w drugiej połowie 1986 roku FIA i inni przedstawiciele Formuły 1 spotkali się z Ferrarim w celu przedyskutowania przyszłości Formuły 1, próbując nakłonić go do pozostania w tej serii wyścigowej. Wówczas to Ferrari miał powiedzieć, że chce zostać w Formule 1, ale nie może zagwarantować, że jego firma nie zrealizuje innych opcji, jeśli FIA zabroni używania siliników V12. Podczas tej rozmowy w sąsiednim pokoju dał się rzekomo słyszeć odgłos silnika modelu 637, co uświadomiło przedstawicielom FIA, że projekt IndyCar znajduje się w zaawansowanej fazie, i zgodzili się oni na używanie przez Ferrari silników V12 pod warunkiem anulowania projektu IndyCar. W marcu 1987 roku Ferrari podpisało ostatecznie nowe porozumienie Concorde.
Na początku 1987 roku w holenderskiej prasie prezentującej nadchodzący sezon IndyCar pojawiły się sugestie, jakoby Ferrari miało wejść do serii 11 października, podczas eliminacji Laguna Seca 300k. Według prasy testerem Ferrari był Bobby Rahal.
W artykule zamieszczonym w holenderskim magazynie „RTL GP” pod koniec 2009 roku Mark Koense utrzymywał, że głównym celem zbudowania Ferrari 637 nie było wywarcie presji na FIA, a plany Ferrari dotyczące IndyCar były poważniejsze. Artykuł stanowił, że ze względu na zwiększające się inwestycje finansowe Ferrari w Formule 1, związane między innymi z zaprojektowaniem nowego silnika i podwozia (co było koniecznie, jako iż sezon 1986 Formuły 1 Ferrari zakończyło bez zwycięstwa), pracownicy Ferrari dostrzegli, że niemożliwe jest wygenerowanie sponsoringu, uczestnicząc w dwóch formułach wyścigowych w tym samym czasie. Naciskanie Barnarda na zaangażowanie się w Formułę 1 było według Koensego związane z tym, że dalszy rozwój Ferrari 637 byłby zbyt kosztowny, a dotychczasowy postęp prac nad tym modelem kosztował za dużo pieniędzy, aby model ten służyć miał jedynie do wywarcia presji na FIA. Podobną opinię wyraził Bobby Rahal, który stwierdził, że plany Ferrari były bardzo poważne, a ponieważ firma zaangażowała w projekt wiele osób i wydała dużo pieniędzy, trudno jest uwierzyć, że celem modelu 637 było szantażowanie FIA.
Silnik 034 użyty w modelu 637 został przeprojektowany i w 1991 roku, pod nazwą Alfa Romeo, napędzał Marche Roberto Guerrero, Danny’ego Sullivana i Ala Unsera. Ponieważ był to pięcioletni projekt, słabszy od Coswortha i Ilmora/Chevroleta, kierowcy ci nie odnieśli znaczących sukcesów. Najlepszym rezultatem było czwarte miejsce Sullivana w wyścigu Gold Coast IndyCar Grand Prix na torze Surfers Paradise oraz piąte w eliminacji Miller Genuine Draft 200, odbywającej się na torze Milwaukee Mile.